# Seleção Dominicana de Basquetebol

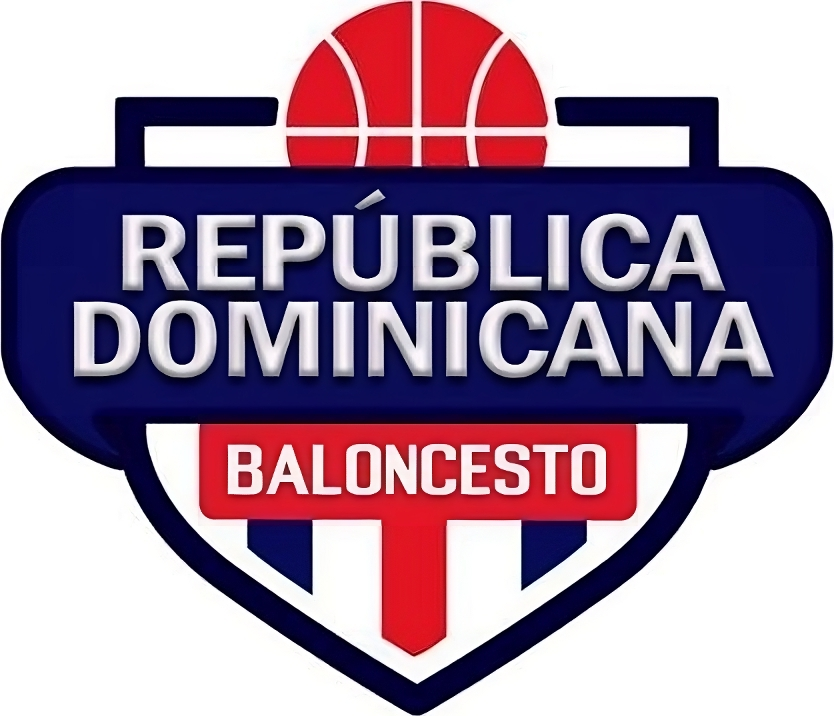
Logo do time nacional da República Dominicana.

A Seleção Dominicana de Basquetebol é a equipe que representa a República Dominicana em competições internacionais. É mantida pela Federação Dominicana de Basquetebol (espanhol: Federación Dominicana de Baloncesto - Fedombal) que é filiada a Federação Internacional de Basquetebol desde 1954.
Na atualidade a equipe conta com jogadores com destaque que jogam em importantes ligas internacionais como Al Horford (Boston Celtics)e Karl-Anthony Towns (Minnesota Timberwolves).